# عناصر ارزنده مداری

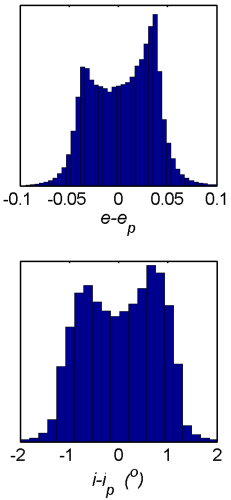
اختلاف توزیع عناصر ارزندهٔ مداری و مدار مماسی برای سیارک‌ها با نیم‌قطر بزرگ بین ۲ تا ۴ واحد نجومی

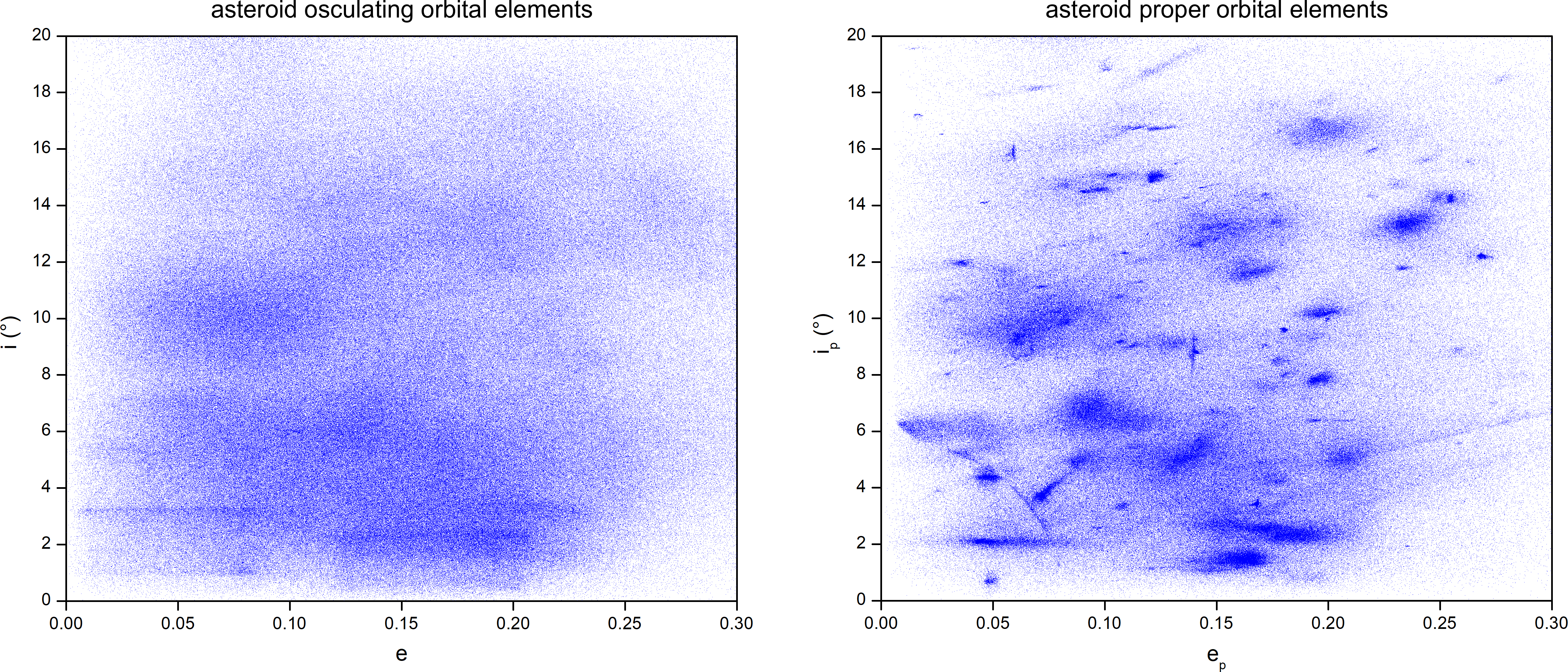
عناصر ارزندهٔ مداری (راست) و مدار مماسی (سمت چپ) برای سیارک‌ها در کمربند سیارکی. توجه داشته باشید که چگونه توده‌های خانواده سیارک در سمت چپ قابل تشخیص نیست.

عناصر ارزندهٔ مداری یا عناصر مداریِ مناسبِ یک مدار (به انگلیسی: Proper orbital elements)، اندازه‌های ثابتی از ویژگی‌های حرکت یک جرم در فضا هستند که به‌طور عملی و واقعی در یک بازهٔ زمانیِ طولانی در مقیاس نجومی بدون تغییر باقی می‌مانند. از این اصطلاح معمولاً برای توصیف سه مقدار (کمیت) استفاده می‌شود:
- عنصر ارزندهٔ نیم‌قطر بزرگ (ap),
- عنصر ارزندهٔ برون‌مرکزی (ep), و
- عنصر ارزندهٔ انحراف مداری (ip).

عناصر ارزنده را می‌توان با عناصر مداری مماسی کپلری (شش عنصر کپلری) مقایسه کرد که در یک زمان یا مبدأ (ستاره‌شناسی) یا دورهٔ خاصی مانند نیم‌قطر بزرگ، خروج از مرکز مداری و انحراف مداری مشاهده می‌شوند. این عناصر مماسی (تماس نزدیک) در روشی قابل پیش‌بینی شبه‌دوره‌ای به سبب عواملی مانند پریشیدگی (اخترشناسی) از سیاره‌ها یا جِرم‌های دیگر (مانند پیش‌روی محوری و دیگر چرخه‌های میلانکوویچ) تغییر می‌کند. در سیستم خورشیدی، چنین تغییراتی معمولاً در زمان‌بندی هزاران سال اتفاق می‌افتند، در حالی که عناصر ارزنده برای حداقل ده‌ها میلیون سال عملاً ثابت می‌مانند.